# Milena Dvořáková
Milena Dvořáková (* 1947 in Prag) ist eine tschechische Hochschullehrerin an der Tschechischen Agraruniversität Prag (ČZU) und Koordinatorin des Erasmus-Programms. Ihre Schwerpunkte liegen im Bereich der europäischen Ökonomie und Agrarwissenschaft.

## Leben und Wirken
Nach der Reifeprüfung studierte Dvořáková an der Palacký-Universität in Olmütz, wo sie in der Philosophischen Fakultät den Master-Abschluss für französische und tschechische Sprache und Literatur erwarb. Nach der Promotion im Jahr 1986 studierte sie an der Universität Krems mit dem Abschluss Master of Business Administration (MBA).
Nach der Eintritt in die ČZU als Hochschullehrerin wurde Dvořáková 1993 Leiterin der Abteilung Sprachen in der Fakultät für Wirtschaftswissenschaften und Management, Dozentin für Wirtschaftsdeutsch und Französisch, PhD Specialist Sprachstudien. Sie ist Direktorin der Summer School für Erasmus-Stipendiaten und Koordinatorin des Erasmus-Programms der CZU. Zudem unterrichtet sie in Seminaren Tschechisch für Ausländer und Deutsch für Tschechen.
Von 1994 bis 2000 war Dvořákova in der ČZU Prodekanin der Abteilung für Internationale Beziehungen.
Dvořákova ist verheiratet und hat zwei Kinder.

## Publikationen (Auswahl)
- Tschechisch-deutsches und deutsch-tschechisches Lexikon der europäischen Integration im Agrarsektor. Česká Zemědělská Univerzita v Praze; Provozně Ekonomická Fakulta, Katedra Jazyků
- Deutsch für das kombinierte Studium 3. Česká Zemědělská Univerzita v Praze, Provozně Ekonomická Fakulta; Katedra Jazyků
- zusammen mit Jitka Prachařová: Němčina pro manažery agrárního sektoru. Česka Zemědělská Univerzita v Praze; Katedra Jazyků Provozně Ekonomická Fakulta
- Die Bedeutung “harter” und “weicher” Faktoren bei Organisationsveränderungen in Unternehmen der Tschechischen Republik, Prag 2004